# Butch Leitzinger
Butch Leitzinger (ur. 28 lutego 1969 w Homestead) – amerykański kierowca wyścigowy.

## Kariera
Leitzinger rozpoczął karierę w międzynarodowych wyścigach samochodowych w 1986 roku od startów w IMSA GTU Championship, gdzie jednak nie zdobywał punktów. W późniejszych latach Amerykanin pojawiał się także w stawce IMSA Exxon Supreme GT Series, IMSA World Sports Car Championship, NASCAR Winston Cup, NASCAR Busch Series, FIA GT Championship, 24-godzinnego wyścigu Le Mans, International Sports Racing Series, Grand American Rolex Series, BFGoodrich Tires Trans-Am Series, American Le Mans Series, SCCA Trans-Am, NASCAR Nextel Cup, Grand-Am Rolex Sports Car Series, Intercontinental Le Mans Cup oraz Pirelli World Challenge.

## Wyniki w 24h Le Mans
| Rok  | Zespół             | Partnerzy                      | Samochód                    | Klasa  | Okr. | Poz. | Klasa Pos. |
| ---- | ------------------ | ------------------------------ | --------------------------- | ------ | ---- | ---- | ---------- |
| 1997 | David Price Racing | Andy Wallace James Weaver      | Panoz Esperante GTR-1       | GT1    | 236  | DNF  | DNF        |
| 1999 | Panoz Motorsports  | David Brabham Éric Bernard     | Panoz LMP-1 Roadster-S-Élan | LMP    | 336  | 7    | 6          |
| 2000 | Team Cadillac      | Franck Lagorce Andy Wallace    | Cadillac Northstar LMP      | LMP900 | 291  | 21   | 11         |
| 2001 | Team Bentley       | Andy Wallace Eric van de Poele | Bentley EXP Speed 8         | LMGTP  | 306  | 3    | 1          |
| 2002 | Team Bentley       | Andy Wallace Eric van de Poele | Bentley EXP Speed 8         | LMGTP  | 362  | 4    | 1          |
| 2003 | Risi Competizione  | Shane Lewis Johnny Mowlem      | Ferrari 360 Modena GT       | GT     | 138  | NU   | NU         |